# ديفيد فينش
ديفيد فينش هو فنان قصص مصورة كندي، ولد في 4 يوليو 1971 في كندا.

## وصلات خارجية
- الموقع الرسمي